# Lasiochila thoracica
Lasiochila thoracica es una especie de insecto coleóptero de la familia Chrysomelidae.
Fue descrita científicamente en 1876 por Chapuis.